# Ingrid Wacker
Ingrid Wacker (* vor 1932; † 4. August 2009 in Hamburg) war eine deutsche Filmeditorin, die zwischen den 1950er und 1970er Jahre bei über 30 populären Spielfilmen, Fernsehfilmen und Fernsehserien für den Schnitt verantwortlich war.
Sie war Mitbegründerin und seit 1998 Ehrenmitglied des Bundesverbands Filmschnitt Editor e.V. (BFS).

## Filmografie (Auswahl)
- 1954: Auf der Reeperbahn nachts um halb eins
- 1955: Ein Herz bleibt allein
- 1956: Was die Schwalbe sang
- 1956: Schwarzwaldmelodie
- 1957: Die Beine von Dolores
- 1957: Schön ist die Welt
- 1957: Frauenarzt Dr. Bertram
- 1958: Der eiserne Gustav
- 1958: Der Greifer
- 1959: Natürlich die Autofahrer
- 1959: Bezaubernde Arabella
- 1960: Ein Student ging vorbei
- 1960: Die Rote Hand
- 1960: Himmel, Amor und Zwirn
- 1960: Wir wollen niemals auseinandergehn
- 1961–1965: Gestatten, mein Name ist Cox
- 1961: Blond muß man sein auf Capri
- 1965: Heinz Erhardt Festival
- 1966: Hinter diesen Mauern
- 1968: Wegen Reichtum geschlossen
- 1969–1970: Polizeifunk ruft
- 1970: Ständig in Angst (Hauser's Memory)
- 1975: Schließfach 763
- 1975: Lehmanns Erzählungen